# Kanton Saint-Lô-Est
Saint-Lô-Est is een kanton van het Franse departement Manche. Het kanton maakt deel uit van het arrondissement Saint-Lô.

## Gemeenten
Het kanton Saint-Lô-Est omvat de volgende gemeenten:
- La Barre-de-Semilly
- Baudre
- La Luzerne
- Sainte-Suzanne-sur-Vire
- Saint-Lô (deels, hoofdplaats)